# Исмагулов, Айтан
Айтан Исмагулов (каз. Айтан Исмағұлов; 1911 год — 1950 год) — заведующий коневодством колхоза имени Карла Маркса Новобогатинского района Гурьевской области, Казахская ССР. Герой Социалистического Труда (1948).

## Биография
Свою трудовую деятельность начал в колхозе имени «Карла Маркса» в районе Айбас, где отличился организаторским мастерством. Впоследствии он стал заведующим коневодства колхоза имени Карла Маркса Новобогатинского района Гурьевской области.
Награждён Почетной грамотой Верховного Совета Казахской ССР (1945).
Указом Президиума Верховного Совета СССР от 23 июля 1948 года «за получение высокой продуктивности животноводства в 1947 году при выполнении колхозом обязательных поставок сельскохозяйственных продуктов и плана развития животноводства» удостоен звания Героя Социалистического Труда с вручением Ордена Ленина и золотой медали Серп и Молот.

## Память
Решением акима Тущыкудукского сельского округа Исатайского района Атырауской области от 7 декабря 2016 года улице в селе Тущыкудук Тущыкудукского сельского округа Исатайского района присвоено имя «Айтана Исмагулова»